# 都市圏活断層図
都市圏活断層図（としけんかつだんそうず、英: active fault in the city）、1995年の阪神・淡路大震災を契機として、国土地理院が主に大地震の際に大きな被害が出ると予測される全国の都市域及びその周辺の活断層の位置を調査し、2万5千分の1に縮尺した地図のこと。

## 調査方法と利用方法
主に空中写真を手がかりに既存の調査結果を参考にして作られる。写真の動きから今後も活動が続く断層であるかを見極める。
活断層はその活動の累積により特徴的な断層変位地形を形成する。断層変位地形の種類には以下のようなものがある。
- 低断層崖
- 三角末端面
- 河川屈曲
- 断層池
- 閉塞丘

都市圏活断層図の縮尺は一般地図の縮尺と同じ2万5千分の1であるため、市街地の活断層の位置関係と重ねて把握することが可能。また活断層の位置のほか、活断層に関連する、段丘地形・沖積低地・地すべり地形などの第四紀後期に形成された主な地形も表示されるので、地盤状況や地すべりの再発場所の予測に役立つ情報を得ることが出来る。
また、地域住民の地震防災に関する意識を高め、活断層の理解を深めるための基礎資料としても役立ったり、地域の地理、地学教育、野外授業などの教材としても利用されている。